# Цебрів (гміна)
Гміна Цебрів (пол. Gmina Cebrów) — сільська гміна у Тернопільському повіті Тернопільського воєводства Другої Речі Посполитої. Адміністративним центром гміни було село Цебрів.
Гміна утворена 1 серпня 1934 року в рамках нового закону про самоврядування (23 березня 1933 року).
Площа гміни — 57,31 км²

Кількість житлових будинків — 1002

Кількість мешканців — 5073
Гміну створено на основі давніших сільських гмін: Цебрів, Йосипівка, Кокутківці, Курівці, Воробіївка, Серединці.